# Moritz Ney
Maurice (Moritz) Ney (Pétange, 1947) is een Luxemburgs kunstschilder en beeldhouwer.

## Leven en werk
Ney was na de middelbare school vrijwilliger in het Luxemburgs leger en werkte nadien bij de douane. Vanaf 1967 werkt hij als kunstenaar. Hij werd ingewijd in de praktijk op het atelier van Aurelio Sabbatini in Esch-sur-Alzette en volgde cursussen beeldhouwen en tekenen aan de Werkkunstschule in Trier. Hij ging in de leer bij de Duitse kunstenaar Albrecht Klauer-Simonis en studeerde vervolgens aan de Akademie der Bildenden Künste in Karlsruhe (1969-1972), als leerling van beeldhouwer Hans Kindermann en de schilders Horst Egon Kalinovski en Herbert Kitzel.  In de periode 1969-1972 woonde en werkte de kunstenaar in Elsene, daarna weer in Luxemburg. In 1988 vertegenwoordigden Ney en Patricia Lippert Luxemburg op de biënnale van Venetië. Sinds 2019 woont en werkt Ney afwisselend in het groothertogdom en België.

## Enkele werken
- 1973 hoogaltaar voor de parochiekerk in Pétange
- 1981 Nemesis, metalen sculptuur in Remich
- 1998 Hal Victor Hugo, Luxemburg-Stad
- 2006 illustraties voor Luxembourg, Confidences d'un rocher, een gedichtenbundel van Félix Molitor.